# Station Laagri
Station Laagri is een station in de Estische hoofdstad Tallinn. Het station werd in 1928 geopend en ligt aan de spoorlijn Tallinn - Paldiski.
Het station kreeg in 1994 een nieuw stationsgebouw, dat in 1998 alweer gesloten werd. In oktober 2009 werd het gesloopt. Sluiting en sloop hadden geen gevolgen voor de treindienst.

## Treinen
De volgende treinen stoppen op Station Laagri:
| Vervoerder | Treinsoort | Route                                   | Opmerkingen                           |
| ---------- | ---------- | --------------------------------------- | ------------------------------------- |
| Elron      | Stoptrein  | Tallinn – Laagri – Keila – Paldiski     | Stopt op alle tussenliggende stations |
| Elron      | Stoptrein  | Tallinn – Laagri – Keila – Turba        | Stopt op alle tussenliggende stations |
| Elron      | Stoptrein  | Tallinn – Laagri – Keila – Klooga-Ranna | Stopt op alle tussenliggende stations |
| Elron      | Stoptrein  | Tallinn – Laagri – Saue – Keila         | Stopt op alle tussenliggende stations |

## Foto's

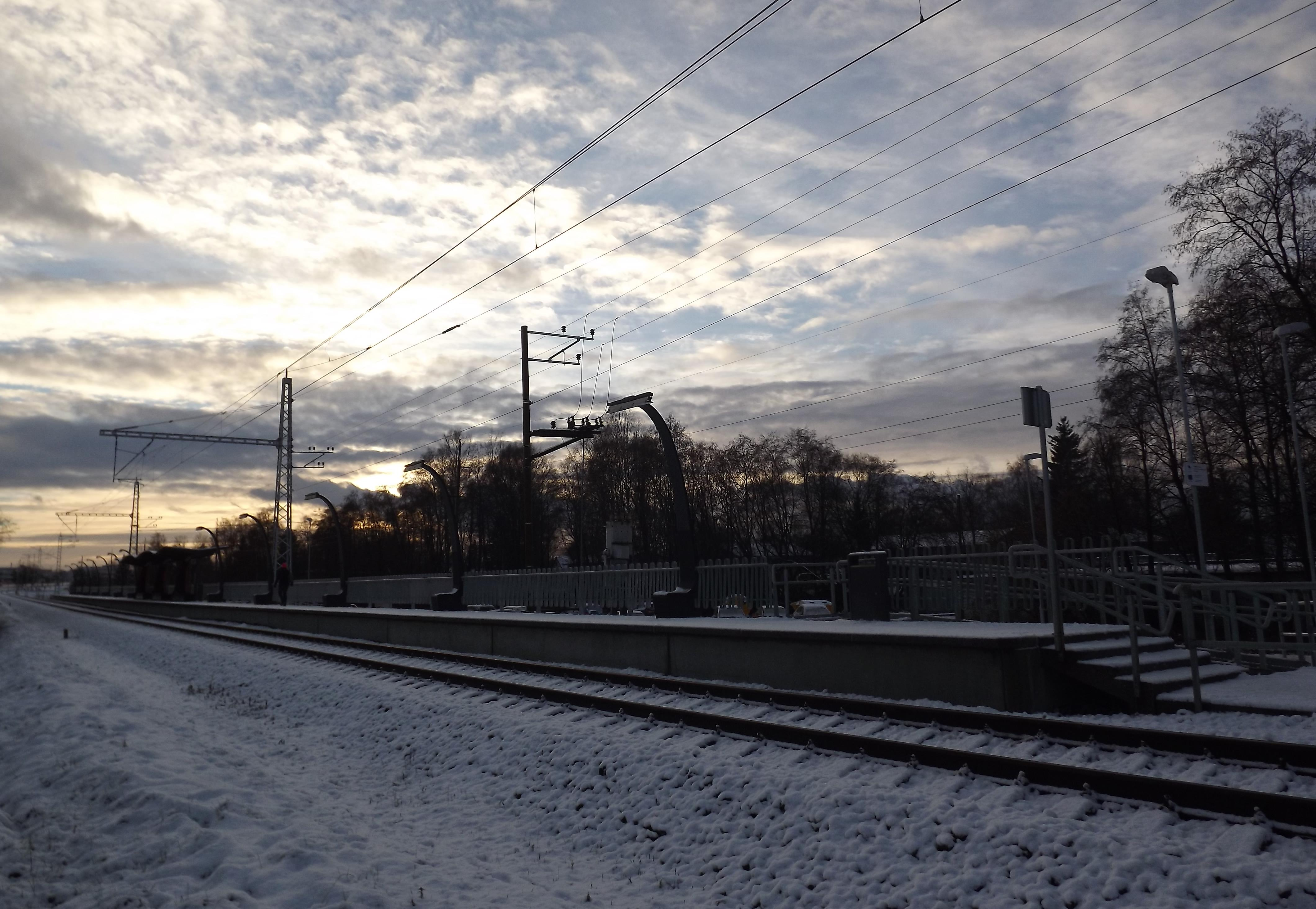
Het station in 2013
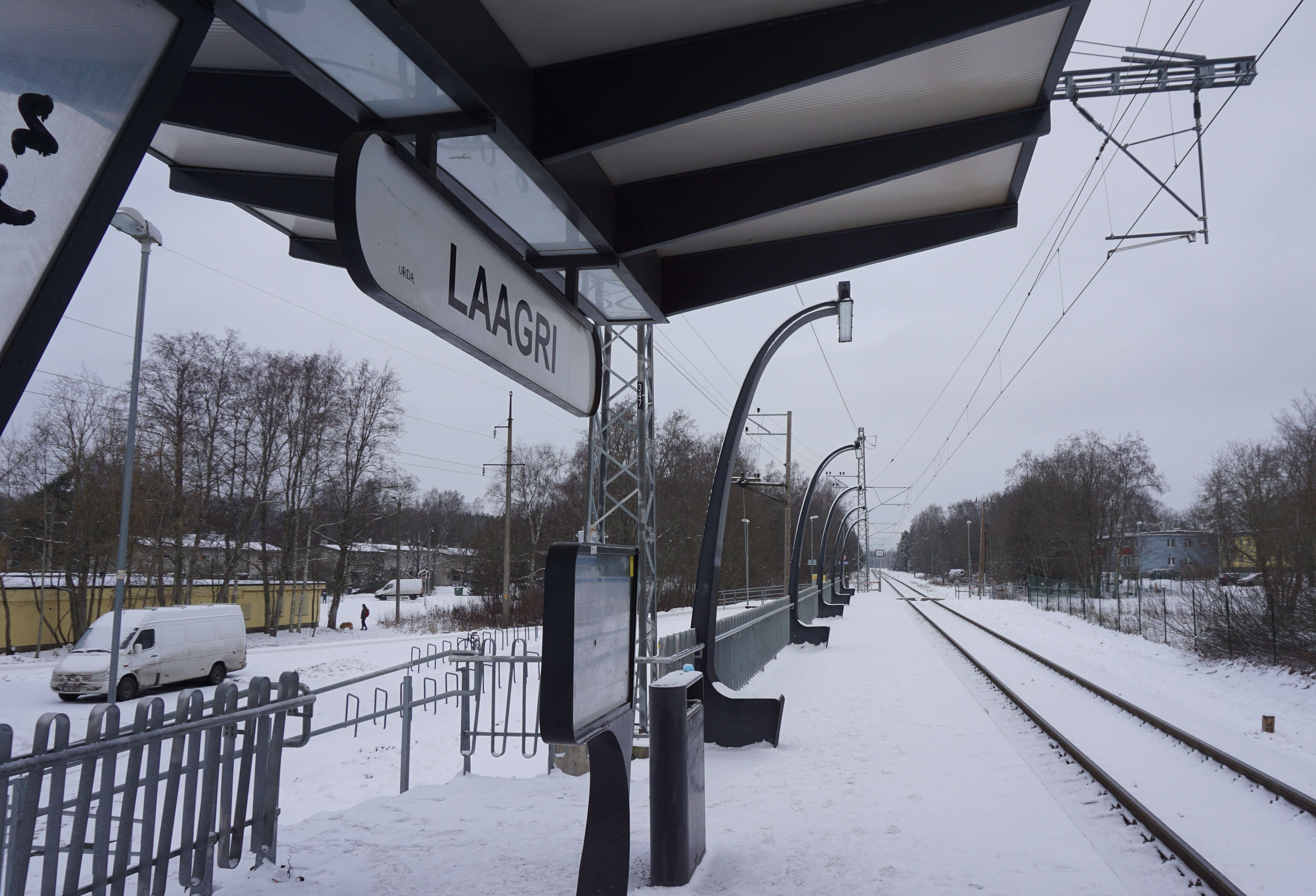
Het station in 2021

Tallinn Baltisch Station · 
Lilleküla · 
Tondi · 
Järve · 
Rahumäe · 
Nõmme · 
Hiiu · 
Kivimäe · 
Pääsküla · 
Laagri · 
Urda · 
Padula · 
Saue · 
Valingu · 
Keila · 
Niitvälja · 
Klooga · 
Klooga-Aedlinn · 
Põllküla · 
Laoküla · 
Paldiski